# James Gammon
James Richard Gammon (Newman, 20 de abril de 1940 - Costa Mesa, 16 de julho de 2010) foi um ator estadunidense.
O ator americano James Gammon atuou em diversos longa-metragens, entre eles: Cowboy do Asfalto de 1980 e Silverado de 1985, com algumas participações em séries de TV como: Grey's Anatomy e Monk.
James Richard Gammon faleceu no dia 16 de julho de 2010 em decorrência de um câncer no fígado.